# Estée Lauder Companies
Estée Lauder Companies, Inc. er en amerikansk virksomhed, der fremstiller og markedsfører hudcremer, kosmetik, parfume samt hårplejeprodukter. Estée Lauder havde i finansåret 2009 en omsætning på 7,32 mia. amerikanske dollar og beskæftigede 28.500 ansatte. Hovedsædet er beliggende i Midtown på Manhattan, New York City.
Virksomheden blev grundlagt i 1946 af Joseph Lauder og hans hustru Estée Lauder. Oprindeligt producerede man blot fire hudplejeprodukter. Allerede fra 1948 åbnede stormagasinet Saks Fifth Avenue en afdeling med Lauders produkter. I løbet af de første 15 år blev rækken af produkter udvidet, og i 1960 åbnedes den første internationale afdeling i stormagasinet Harrods i London. Året efter fulgte en afdeling i Hong Kong. I 1964 etableredes Aramis Inc., der producerede parfume og personlig pleje for mænd.
Udover Estée Lauder-mærket ejer virksomheden bl.a. varemærkerne Clinique, Donna Karan, MAC Cosmetics, Origins og Tommy Hilfiger.
Estée Lauder har siden februar 2001 været genstand for en boykot anført af pro-palæstinensiske aktivister. Boykotten skyldes, at grundlæggernes søn, Ronald Lauder, har pro-israelske symptatier, bl.a. i sin egenskab af formand for Jewish National Fund.